# Dendrobium stuposum
Dendrobium stuposum är en orkidéart som beskrevs av John Lindley. Dendrobium stuposum ingår i släktet Dendrobium, och familjen orkidéer. Inga underarter finns listade i Catalogue of Life.

## Bildgalleri

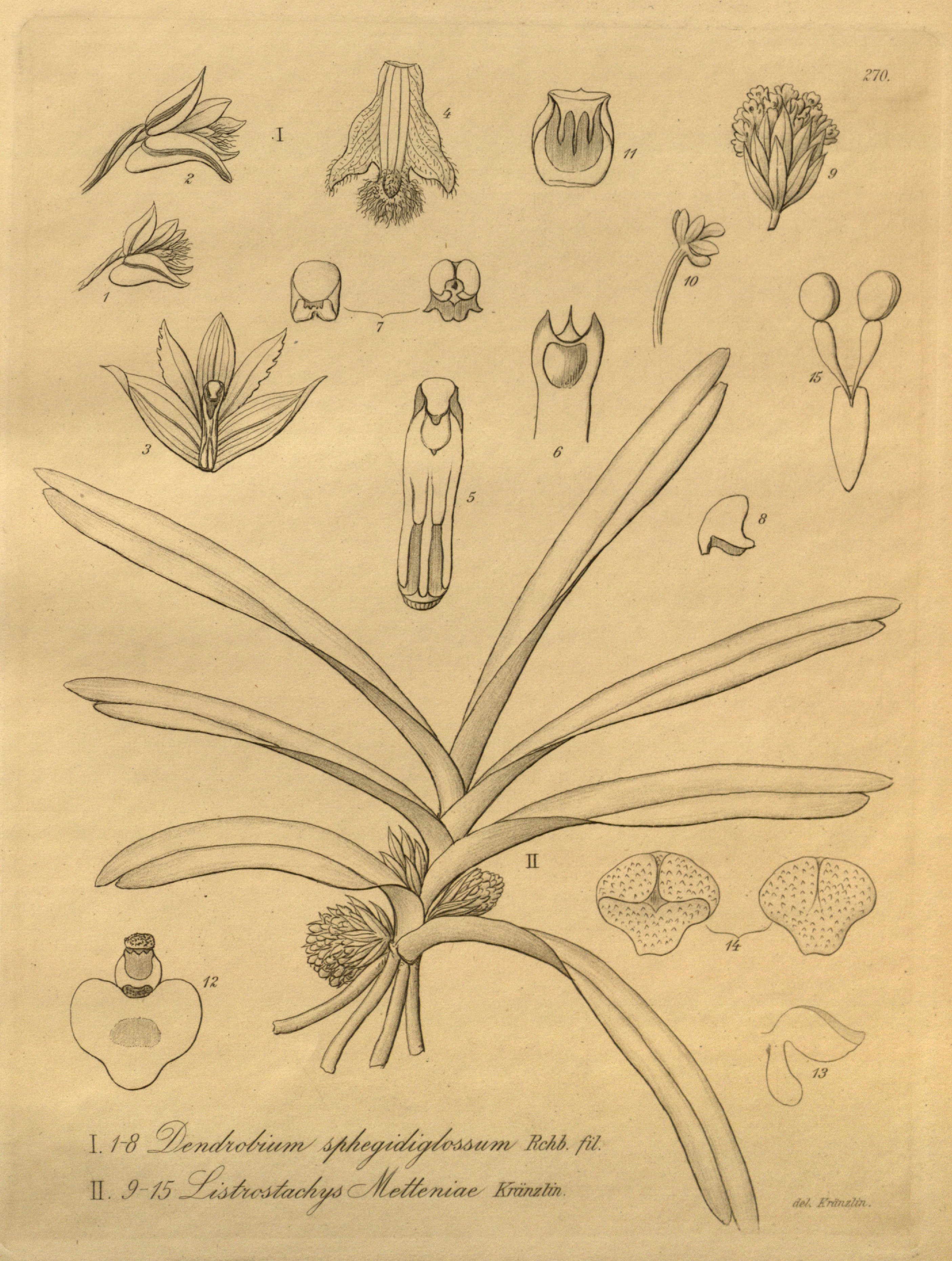